# Tổng giáo phận México
Tổng giáo phận Công giáo La Mã México (tiếng Latin: Archidioecesis Mexicana) là một giáo phận được thiết lập vào ngày 2 tháng 9 năm 1530, với tư cách lúc đó là Giáo phận México. Hiện nay, Giáo phận này là giáo phận đô thành của Giáo tỉnh thành phố México và chịu trách nhiệm cho các Giáo phận phụ thuộc trong giáo tỉnh này là của Atlacomulco, Cuernavaca. Giáo phận này được nâng lên hàng Tổng giáo phận đô thành vào ngày 12 tháng 2 năm 1546.
Tổng giáo phận México là giáo phận lớn nhất trên thế giới hiện nay với số lượng hơn 7 triệu tín hữu Công giáo. Lãnh thổ của tổng giáo phận bao gồm Quận Liên bang México.